# Catalanisme
Catalansk nationalisme (ofte forkortet catalanisme) er den nationalistiske ideologi, som hævder, at det catalanske folk udgør en egen nation med ret til national selvbestemmelse. Ideologien fremmer den kulturelle samhørighed mellem catalanere, og er grundlag for en politisk bevægelse for øget regionalt selvstyre i Catalonien, eller endog fuldstændig selvstændighed fra Spanien.
I Catalonien er den catalanske identitet mindst lige så stærk som den spanske. Dette har siden 2006 ført til store problemer i forholdet mellem Catalonien (hvor regionstyret og et befolkningsflertal ser sig som en nation) og den spanske centralregering (som forsøger at holde sammen på Spanien).
Efter 1978 etableredes Catalonien som en selvstyrende spansk region, og forskellige tiltag blev gjort for at fremme det catalanske sprog. Finanskrisen i 2008 og Spaniens samtidige modvilje mod at ratificere den opdaterede catalanske regionforfatning har siden 2010 ført til en voksende politisk splittelse mellem Madrid og Barcelona. Ud af catalanismen er en stærk folkerørelse for et selvstændigt Catalonien vokset frem, manifesteret via regionale valgkampagner, nationaldagsdemonstrationer og siden efteråret 2015 af et flertal i Cataloniens parlament.

## Varianter
Catalanismen har udviklet sig til en folkerørelse med en bred politisk støtte og repræsenteret af flere forskellige catalanske partier. Den omfattes i varierende grad af det store borgerlige parti CiU, men tillige af venstrepartierne ERC og CUP, det socialistiske PSC samt det grønne parti ICV.
Visse partier, således CiU, ERC og CUP, har antaget en nationalisme, som omfatter alle dele af de catalanske lande. I flere af disse for en stor del catalansksprogede områder findes egne nationalistiske partier.
Den catalanske nationalisme – og tanken om et selvstændigt Catalonien – får også næring i et spansk miljø, hvor de regionale sprog ikke anses som "spanske". Et eksempel er Eurovision Song Contest, hvor Spanien har været deltager i alle år fra og med 1961. Samtlige de konkurrencebidrag, som Spanien har bidraget med, har været med spansk tekst, ingen med tekst på noget af de andre sprog i Spanien (hvorimod flere andre lande har haft bidrag på regionalsprog). I 1968 nægtede den ellers udpegede spanske sanger Joan Manuel Serrat at synge på noget andet sprog end catalansk, hvorfor han ganske enkelt blev udskiftet med den på spansk syngende Massiel. Til trods for, at forholdene i 1960-erne, endnu under Franco-diktaturet, var blevet mildere overfor den oprørske provins, fandt man det ikke passende, at lade catalansk repræsentere Spanien internationalt. I 2010-erne er det en udbredt opfattelse blandt spansktalende spanioler, at spansk er det eneste mulige sprog at bruge som repræsentant for Spanien internationalt, og i visse kredse ses de regionale sprog som politiske redskaber rettet imod Spaniens enhed.

## Historie

### Historisk baggrund
Den catalanske nationale identitet baserer sig på tidligere århundreder med catalansksproget kultur. Under senmiddelalderen var Aragonien et selvstændigt land med besiddelser i store dele af Middelhavsområdet. De kystområder i den østlige del af Den Iberiske Halvø, som tilhørte den aragonske krone, (Valenciaregionen og Catalonien) samt Balearerne, havde et catalansk befolkningsflertal, og under flere århundreder var catalansk både modersmål og kommunikationssprog inden for et omfattende område. På denne tid var forskellene mellem occitansk og catalansk relativt begrænsede, og sproget gjorde kommunikationen lettere også over grænserne mod nord, hvor der også findes en catalansk talende befolkning. Selve Catalonien havde frem til 1400-tallet et vist selvstyre under den aragonske krone.
Efter midten af 1300-tallet indledtes en nedgangstid. Den Sorte Død ramte Catalonien hårdt, med en befolkningsnedgang fra omkring 500.000 til 200.000 indbyggere. Dette førte, i kombination med problemer med at kontrollere området under en række udenlandske besættelser, til økonomiske problemer og uroligheder i regionen.
Den aragonske konge, som døde i 1410, havde ingen arvinger, og dette førte til, at en castiliansk kongeslægt blev indsat også på den aragonske trone, i form af Ferdinand I af Aragonien. Dennes sønnesøn (Ferdinand II af Aragonien) skulle et halvt århundrede senere, ved ægteskab, lægge grunden til Spanien som statsdannelse, hvor efter Catalonien og catalansk forvandledes. Fra at være den statsbærende kultur til at være en regional og efterhånden stadigt mere marginaliseret landsdel. At Catalonien efter Christofer Columbus opdagelse af Amerika pludseligt befandt sig på "den forkerte" side af Den Iberiske Halvø, gjorde ikke situationen bedre.
Frem til Den spanske arvefølgekrigs af slutning nød Catalonien dog fortsat et vist selvstyre med egne domstole (Les Corts), men i 1716 etablerede den spanske stat et centralstyre, og catalansk sprog og catalansk kultur endte frem til slutningen af 1800-tallet som helt marginaliseret.

### 19. århundrede
Catalansk nationalisme kan siges at være begyndt som en politisk filosofi i lyset af de mislykkede forsøg på at etablere en føderal stat i Spanien under den første republik. Valentí Almirall i Llozer og andre intellektuelle, som deltog i denne proces, udviklede i løbet af 1800-tallet en ny politisk ideologi, som sigtede mod at både genskabe det regionale selvstyre og at vinde anerkendelse af det catalanske sprog. Kravene herom blev sammenfattende formuleret 1892 i de så kaldte Bases de Manresa.
I begyndelsen vandt denne tankegang kun meget beskeden respons. Efter den spansk-amerikanske krig i 1898, hvorunder USA invaderede og annekterede de tilbageværende spanske kolonier, voksede imidlertid støtten til denne tidlige variant af katalanisme. Den fremmedes af Spaniens svækkede internationale stilling efter krigen og tabet af de to store markeder for catalansk eksportindustri, Cuba og Puerto Rico.

### 20. århundrede
I begyndelsen af 1900-tallet etableredes ved flere lejligheder catalansk selvstyre. 1914–25 eksisterede det Catalanske forbund (Mancomunitat de Catalunya; første formand var Enric Prat de la Riba), en sammenslutning af de fire catalanske provinser som blandt andet fremmede Pompeu Fabras standardisering af det catalanske skriftsprog. I årene 1931–39, under den anden spanske republik, genoprettedes det catalanske selvstyre, og den regionale regering genoptog på samme tid sit middelalderlige navn Generalitat de Catalunya ("Cataloniens generalstænder").
Efter Den spanske borgerkrig og næsten 40 år med hårdt Franco-styre fik Spanien i slutningen af 1970-erne demokratiske institutioner. Det nye Spanien etablerede et føderalt styre med selvstyrende regioner, og Catalonien var en af de regioner (sammen med Baskerlandet), hvor den lokale nationalisme kom til at spille den største rolle i regionens udvikling. I Catalonien blev catalanske gjort til det fremherskende undervisningssprog ved siden af i en række catalanske kulturinstitutioner. De lokale ledere drev en målrettet nationalistisk linje.
Især i 1970-erne blev Catalonien, i lighed med Baskerlandet (ETA), også ramt af politisk terrorisme. EPOCA (L'Exèrcit Popular Català, 'Den catalanske folkehær') virkede kun i en fireårig periode (1976–80), og efterfølgeren Terra Lliure ('Frit Land') blev endeligt opløst i 1995.
I den spanske grundlov fra 1978 formuleredes begrebet "historisk nation", som en anerkendelse af de forskellige dele af Spanien som gennem historien havde været præget af et eget sprog og en egen kultur. Catalonien, en af disse "historiske nationer", har ved siden af Baskerlandet været mest aktiv i at hævde denne "nationalitet" også i nutiden. Bestræbelser i Catalonien mod et større selvstyre førte til modstand fra den spanske centralregerings side, hvilket atter har ført till en voksende catalansk selvstændighedsbevægelse.

### 21 århundrede
Den socialistiske spanske regering og et loyalt parlament godkendte i 2006 udvidet selvstyre for Catalonien. Spaniens forfatningsdomstol nægtede at godkende lovteksten som sådan og stadfæstede senere en "udvandet" version, hvilket svækkede samarbejdet mellem Barcelona og Madrid og bidrog til voksende catalansk nationalisme.
Forfatningsdomstolens afgørelse blev senere set i forbindelse med en Partido Popular-regering, som siden sin tiltræden i 2011 ofte har virket for en konservativ og ofte prospansk retorik. Dette har på sin side bidraget til radikaliseringen blandt de catalanistiske talsmænd, hvor samarbejdsproblemerne i forhold til centralregeringen i Madrid har ført til stadig flere selvrådende beslutninger. Denne udvikling blev forudset af visse iagttagere inden for landets grænser allerede i begyndelsen af det 21. århundrede. Også repræsentanter for Cataloniens næringsliv (med kunder både inden for og uden for Catalonien og derfor stærkt afhængige af gode relationer mellem Catalonien og det øvrige Spanien) har opfordret Spaniens regering til at indlede forhandlinger for at løse problemerne og forhindre en yderligere radikalisering.
På Cataloniens nationaldag den 11. september 2012 demonstrerede omkring 1 million mennesker i det centrale Barcelona med krav om Cataloniens selvstændighed fra Spanien.
Den 11. september 2013 dannedes en 480 kilometer lang menneskekæde (Den catalanske vej) efter forbillede fra Den baltiske kæde. Den strakte sig gennem hele Catalonien, med tanken at symbolisere Cataloniens enighed og det fornyede krav om selvstændighed.

#### Udviklingen siden 2015
Især siden 2014 har den spanske regering og det catalanske regionstyre været på en stadigt tydeligere kollisionskurs med hensyn til Cataloniens status og fremtid. Den 24. februar 2015 besluttede det catalanske regionstyre at nedsætte en Comissionat per a la Transició Nacional ('Kommission for den nationale overgang'). Opgaven for denne myndighed skulle være at identificere problemer ved en planlagt mulig overgang fra Spanien til et selvstændigt Catalonien. Den spanske regering krævede den 26. juni samme år at landets forfatningsdomstol skulle træffe beslutning om at dømme myndigheden som værende ulovlig.
Ved de spanske kommunalvalg i maj 2015 gik det førende catalanske nationalistparti Convergència i Unió kraftigt tillbage i de fleste områder. Derimod styrkedes de øvrige procatalanske partier deres positioner, og ifølge iagttagere nåede "catalanistiske" partier et vælgerflertal i Cataloniens forskellige kommuner. CiU's regionstyre erklærede samtidigt, at man ville kæde september måneds catalanske regionalvalg til regionforsamlingen sammen med spørgsmålet om en folkeafstemning om selvstændighed for Catalonien. Dette indebar dog en splittelse i partiføderationen CiU, idet UDC-delen af føderationen efter en intern afstemning (med blot 51 % flertal) bestemte sig for at gå imod den her stærkt formulerede politik i retning mod fuld catalansk selvstændighed. Der efter besluttede CiU at indtil videre opløse sin føderation, hvilket også indebar diskussioner om en omdannelse af den catalanske regionalregering.
På den catalanske nationaldag i 2015 blev for fjerde år i træk arrangeret massemanifestationer (af organisationer som Òmnium Cultural og ANC) i og omkring Barcelona. Under den officielle kranse- og blomsternedlæggelse ved Rafael Casanova-monumentet sås både det officielle catalanske regionalflag og den separatistiske "estelada".
Ved valgene til Cataloniens parlament den 27. september 2015 kom en majoritet af selvstændighedsfortalere (Junts pel Sí + CUP) til magten. Parlamentet stemte den 9. november for en beslutning om at indlede en proces mod fuld og ensidigt udråbt selvstændighed. Denne beslutning blev den 2. december erklæret ulovlig af Spaniens forfatningsdomstol. I første omgang mislykkedes det for parlamentet at udnævne en ny regional regering og regional præsident; dette var en følge af det usikre majoritetsforhold i parlamentet, hvor selvstændighedsstøttende venstre- og højrepolitikere forsøger at samarbejde. En stor majoritet af parlamentet støtter imidlertid forsøg på at få gennemført en folkeafstemning om catalansk selvstændighed/øget selvstyre, hvilket den spanske centralregering har nægtet at gå med til.
Den 11. januar 2016 valgtes Gironas borgmester Carles Puigdemont till ny regionpræsident efter, at Artur Mas havde afsagt sig sin kandidatur og CUP havde besluttet at støtte den nye regeringsdanner.